# Heinrich August Winkler
Pour les articles homonymes, voir Winkler.
Heinrich August Winkler, né le 19 décembre 1938 à Königsberg (aujourd’hui Kaliningrad, en Russie), est un historien allemand spécialiste d’histoire politique de l’Allemagne moderne et notamment de la république de Weimar. Il est professeur émérite d’histoire moderne à l’université Humboldt de Berlin.

## Biographie
Winkler quitte en 1944 avec sa mère la Prusse-Orientale. Il grandit en Allemagne du Sud. Il passe son abitur au « Gymnasium Humboldt » à Ulm. Il étudie ensuite l’histoire, la philosophie, le droit public et la science politique à l'université de Münster, Heidelberg et Tübingen. Il reçoit son doctorat dans cette dernière en 1963, sous la tutelle de Hans Rothfels, sa thèse porte sur l'histoire du Parti progressiste allemand. Il obtient dans la foulée un poste d'assistant de recherche à la FU Berlin, qu'il occupe jusqu'en 1970. Il obtient son habilitation cette même année et devient ainsi professeur titulaire toujours à la FU Berlin. En 1972, il est muté à l'université de Fribourg. En 1991, finalement, il retourne à Berlin et prend la chaire d'Histoire moderne à l'université Humboldt de Berlin. Il prend sa retraite en avril 2007.
En l'an 2000, il publie l'ouvrage en deux tomes : Der lange Weg nach Westen (« La Longue Voie vers l'Ouest »). Il y discute de la Sonderweg suivie par l'Allemagne, en y décrivant son cheminement vers l'unification et la démocratie. Il reçoit pour ce livre le prix du meilleur livre politique de la fondation Friedrich Ebert en 2001, et le prix de littérature Friedrich-Schiedel en 2002.

## Engagement politique et positions publiques

### Débuts précoces
Winkler était, selon ses propres dires, déjà très précocement fortement intéressé par la politique: « J'ai mené un cercle de travail scolaire, le séminaire politique de la jeunesse d'Ulm. Nous invitions des hommes politiques à discuter und entreprenions aussi par nous-mêmes des voyages au Bundestag allemand (sic), à Bonn, à l'assemblée consultative du conseil européen à Strasbourg ou à l'assemblée nationale française, à Paris. » Après s'être engagé à la CDU alors qu'il était écolier, il mit un terme à cet engagement à la suite de la campagne électorale de 1961, lors de laquelle Willy Brandt, entre autres, fut diffamé parce qu'étant émigré, puis il intégra la SPD en 1962.

### En tant qu'universitaire
Dans le milieu des années 1980, Winkler s'implique dans l'Historikerstreit, un débat entre historiens allemands qui prit de grandes proportions. Aux côtés de Rudolf Augstein et Jürgen Habermas, il prit part aux débats par contributions interposées dans les grands quotidiens et hebdomadaires suprarégionaux. Il s'est exprimé principalement à travers une lettre ouverte publiée dans le Frankfurter Allgemeine Zeitung. Le débat tourne autour du fait de savoir si l'apparition du parti nazi constitue une anomalie dans l'histoire allemande ou si au contraire elle était inéluctable. Il reprocha à Ernst Nolte, le rédacteur du papier controversé, à Andreas Hillgruber et à Michael Stürmer de minimiser les crimes national-socialistes afin de fabriquer une conscience nationale sans faille.
De 1975 à 1999, Winkler est coéditeur du magazine Geschichte und Gesellschaft (de) et est un de ceux de la Berliner Ausgabe qui rassemble discours et lettres de Willy Brandt. Il est membre des conseils scientifiques de la fondation du mémorial du président du Reich Friedrich Ebert, de la Maison de l'histoire de la République Fédérale d'Allemagne et de l'Institut d'histoire contemporaine. Du reste, il collabora à la commission commune pour l'investigation de l'histoire primitive des relations russo-allemandes et appartient au comité international de la fondation du chancelier fédéral Willy Brandt (de).

### En tant que professeur émérite
Winkler a fait longtemps partie des opposants à l'entrée de la Turquie dans l'Union européenne. En novembre 2009, toutefois, il adoucit sa position dans une interview et déclare que le fait de remplir les critères de Copenhague suffirait à son adhésion. Quant à savoir si les musulmans seraient prêts à s'intégrer en Allemagne, Winkler se reconnaît « un certain optimisme », puisque des sondages montrent que ceux y vivant approuvent tant les libertés de culte, d'opinion et de presse que les droits fondamentaux. Ferait toutefois obstacle le fait que moult jurisconsultes musulmans ne feraient valoir les droits humains que dans le cadre de la charia, et contesteraient leur caractère inaliénable. Revenant sur l'année 2014, Winkler déclare le 25 janvier 2015: « L'inestimabilité[pas clair] et l'omniprésence de la terreur islamiste ont plus que toute autre caractéristique de l'année passée nourrit un sentiment d'insécurité. Rétrospectivement, l'attaque terroriste des États-Unis du 11 septembre 2001 semble avoir annoncé de quoi serait fait le XXIe siècle. »"
S'exprimant en 2018 au sujet de la crise migratoire en Europe, il appelle l'Union européenne à faire la distinction entre migration et droit d'asile. Il rappelle notamment qu'aucune société n'a jamais possédé de droit général autorisant l'immigration. Il demande à la nation allemande de ne pas se proclamer « chef moral de l'Europe » (« die moralische Leitnation Europas ») et met en garde contre l'occultation des problèmes dont beaucoup de gens s'inquiètent. Cette occultation qui a conduit beaucoup de gens à se tourner vers la droite serait, selon Winkler, très dangereuse pour la culture politique de la démocratie.

## Distinctions
- Prix Capo Circeo en 2009 pour l'amitié germano-italienne
- Croix d'officier de l'ordre du Mérite de la République fédérale d'Allemagne en 2005
- Lauréat du «Prix européen de la culture politique 2014» décerné par la Fondation Hans Ringier